# Gerhard Frey (homme politique)
Pour les articles homonymes, voir Gerhard Frey.
Gerhard Frey (né le 18 février 1933, mort le 19 février 2013) est un éditeur, homme d'affaires et politicien allemand.
Il est le premier dirigeant du parti Union populaire allemande qu'il a fondé en 1971. Éditeur et rédacteur en chef du National-Zeitung, il était considéré comme un des dirigeants d'extrême droite les plus influents d'après guerre en Allemagne.